# Arnaldur Indriðason
Arnaldur Indriðason, né le 28 janvier 1961 à Reykjavik, est un écrivain islandais.

## Biographie
En 1996, Arnaldur Indriðason obtient un diplôme en histoire à l’université d'Islande. Journaliste au Morgunblaðið en 1981-1982, il devient scénariste indépendant. De 1986 à 2001, il travaille comme critique de films pour le Morgunblaðið. Aujourd'hui, il est l'auteur de seize romans policiers dont treize ont été traduits en français — et dont plusieurs sont des best-sellers. Il vit à Reykjavik avec sa femme et ses trois enfants. Il est le fils de l'écrivain Indriði G. Þorsteinsson (en). Les deux auteurs ayant fortement influencé Arnaldur Indriðason sont Maj Sjöwall et Per Wahlöö, deux écrivains suédois qui ont imaginé, dans les années 1960, les aventures de l'inspecteur Martin Beck.
Arnaldur Indriðason publie son premier livre, Synir duftsins (littéralement « Fils de poussière ») en 1997. Cette publication marque pour certains, comme Harlan Coben, le départ d'une nouvelle vague islandaise de fiction criminelle. Aux côtés d'Árni Þórarinsson, également auteur islandais de polars, Arnaldur déclare qu'« il n'existe pas de tradition de polar en Islande. [à cet état de fait, il y a deux raisons.] L'une tient en ce que les gens, y compris les écrivains, considéraient les histoires policières comme des mauvais romans […]. La deuxième raison, c'est que beaucoup d'Islandais ont longtemps cru en une sorte d'innocence de leur société. Très peu de choses répréhensibles se produisaient, et le peu de faits divers ne pouvaient pas donner lieu à des histoires policières. Ce qui explique qu'à [leurs] débuts, Arni Thorarinsson ou [Arnaldur ont] eu du mal à [s']imposer [dans les milieux littéraires islandais]. »
Il fut nommé à maintes reprises écrivain le plus populaire d'Islande[réf. souhaitée]. En 2004, ses livres ont fait partie des dix livres les plus empruntés à la bibliothèque municipale de Reykjavik[réf. souhaitée]. Les livres d'Arnaldur ont été publiés dans vingt-six pays et traduits en allemand, danois, anglais, français, italien, tchèque, suédois, norvégien, néerlandais, catalan, finnois, espagnol et portugais. Arnaldur a reçu le prix Clé de verre, un prix de littérature policière scandinave, en 2002 et 2003. Il a également gagné le Gold Dagger Award, prix littéraire britannique, en 2005 pour La Femme en vert. Le romancier policier américain Harlan Coben encense Indriðason ainsi : « La meilleure nouvelle série que j'ai lue cette année provient d'Islande. Arnaldur Indriðason est déjà un phénomène littéraire international — il est aisé de voir pourquoi : ses romans sont prenants, authentiques, obsédants et lyriques. J'ai hâte de lire ses prochaines publications  »
Cet écrivain partage désormais une reconnaissance internationale avec Árni Þórarinsson, Jón Kalman Stefánsson, Stefán Máni et Yrsa Sigurðardóttir, eux aussi traduits en français.

## Les romans
Les principaux romans d'Arnaldur Indriðason mettent en scène la même équipe d'enquêteurs, dont l'abrupt Erlendur torturé par la disparition de son frère alors qu'il n'était qu'un enfant et tourmenté par sa fille toxicomane. Ce sont ces souffrances et les conditions qui les ont engendrées qui intéressent particulièrement Arnaldur car « le bonheur se suffit à lui-même, il n'y a rien à en dire ». Ses romans sont régulièrement des prétextes à un voyage dans le passé, tel L'Homme du lac (en), où l'enquêteur Erlendur trouve un squelette vieux de quarante ans faisant appel au passé communiste d'une partie des Islandais durant la guerre froide. Arnaldur déclare à ce propos :
« Je m'intéresse aussi aux squelettes qui collent aux basques des vivants. Ce qui m'intéresse le plus, ce sont les squelettes vivants, pourrait-on dire. Mes romans traitent de disparitions, mais ils ne traitent pas principalement de la personne qui a disparu, plus de ceux qui restent après la disparition, dans un état d'abandon. Je m'intéresse à ceux qui sont confrontés à la perte. Ce sont ces gens-là que j'appelle les squelettes vivants : ils sont figés dans le temps. […] J'aime beaucoup remonter le temps, et envoyer mes personnages sur les traces du passé. J'aime exhumer des événements oubliés. Le temps en tant que concept est quelque chose qui m'intéresse énormément - la manière dont le temps passe, mais aussi son influence, les conséquences de son passage sur nos vies. J'aime déceler les liens entre une époque et une autre. Évidemment, la thématique du temps est une partie très importante des histoires que je raconte, que ce soit son pouvoir destructeur ou son pouvoir de guérison qu'il peut avoir. Même si dans La Femme en vert, Erlendur déclare que le temps ne guérit aucune blessure. » Dans L'Homme du lac, l'écrivain s'appuie sur une donnée géologique réelle : le lac de Kleifarvatn à vingt-cinq kilomètres au sud de Reykjavik, se vide périodiquement. C'est ainsi que, dans le livre, une hydrologue découvre un squelette sur le fond sablonneux.

## Adaptations radiophoniques et cinématographiques
- Arnaldur Indriðason a adapté trois de ses livres pour la radio du service audiovisuel islandais RÚV.
- Le producteur islandais Baltasar Kormákur (101 Reykjavik) a travaillé à une adaptation de Mýrin, La Cité des Jarres (titré Jar City à l'international et sorti en France en septembre 2008).
- Arnaldur Indriðason est actuellement en collaboration avec l'Icelandic Film Fund pour l’écriture de deux scénarios d’après deux de ses nouvelles.[réf. souhaitée]
- Reykjavik Rotterdam d'Óskar Jónasson avec Baltasar Kormákur, 2008[5]
- Opération Napoléon d'Óskar Thór Axelsson, 2023

## Œuvre

### Série du commissaire Erlendur Sveinsson
1. Synir duftsins (1997) - Les Fils de la poussière / trad. de l'islandais par Éric Boury.
  1. Paris : Métailié, 2018, 304 p. (Bibliothèque nordique)  (ISBN 979-10-226-0825-1).
  2. Paris : Points, 2018, 353 p. (Points : policier ; P5093)  (ISBN 978-2-7578-7579-7).
  3. Paris : Audiolib, 2019, publié en livre audio, lu par Jean-Marc Delhausse, 1 disque compact (durée : 8 h 57),  (ISBN 9782367628639)).
  4. Cergy : À vue d'œil (16, édition gros caractères), 2019, 488 p.  (ISBN 979-10-269-0313-0).
2. Dauðarósir (1998) - Les Roses de la nuit / trad. de l'islandais par Éric Boury.
  1. Paris : Métaillé, 2019, 256 p. (Noir)  (ISBN 979-10-226-0886-2)
  2. Paris : Points, 2020, 284 p. (Points : policier ; P5283)  (ISBN 978-2-7578-8171-2).
  3. Cergy : À vue d'œil (16, édition gros caractères), 2020, 414 p.  (ISBN 979-10-269-0417-5).
3. Mýrin (2000) - La Cité des jarres / trad. de l'islandais par Éric Boury.
  1. Paris : Métailié, 2005, 286 p. (Bibliothèque nordique) . (ISBN 2-86424-524-8)
  2. Paris : le Grand livre du mois, 2005, 286 p.  (ISBN 2-286-00329-7).
  3. Paris : Métailié, 2006, 286 p. (Suites : suite nordique : noir ; 115)  (ISBN 2-86424-568-X).
  4. Cergy : À vue d'œil (édition gros caractères), 2006, 494 p.  (ISBN 2-84666-266-5).
  5. Paris : Points, 2006, 327 p. (Points : policier ; P1494)  (ISBN 2-7578-0023-X).
4. Grafarþögn (2001) - La Femme en vert / trad. de l'islandais par Éric Boury.
  1. Paris : Métailié, 2006, 296 p. (Bibliothèque nordique : noir)  (ISBN 2-86424-566-3).
  2. Cergy : À vue d'œil (édition gros caractères), 2007, 497 p.  (ISBN 978-2-84666-359-5).
  3. Paris : Points, 2007, 346 p. (Points : policier ; P1598)  (ISBN 978-2-7578-0317-2).
5. Röddin (2002) - La Voix / trad. de l'islandais par Éric Boury.
  1. Paris : Métailié, 2007, 329 p. (Noir)  (ISBN 978-2-86424-600-8).
  2. Cergy : À vue d'œil (édition gros caractères), 2007, 513 p.  (ISBN 978-2-84666-377-9).
  3. Paris : Points, 2008, 400 p. (Points : policier ; P1831)  (ISBN 978-2-7578-0725-5).
6. Kleifarvatn (2004) - L'Homme du lac (en) / trad. de l'islandais par Éric Boury.
  1. Paris : Métailié, 2008, 348 p. (Noir)  (ISBN 978-2-86424-638-1).
  2. Cergy : À vue d'œil (édition gros caractères), 2008, 518 p.  (ISBN 978-2-84666-423-3).
  3. Paris : Points, 2009, 406 p. (Points : policier ; P2169)  (ISBN 978-2-7578-1287-7).
7. Vetrarborgin (2005) - Hiver arctique (en) / trad. de l'islandais par Éric Boury.
  1. Paris : Métailié, 2009, 334 p. (Noir)  (ISBN 978-2-86424-673-2).
  2. Cergy : À vue d'œil (16/17, édition gros caractères), 2009, 520 p.  (ISBN 978-2-84666-497-4).
  3. Paris : Points, 2010, 416 p. (Points : policier ; P2407)  (ISBN 978-2-7578-1689-9).
8. Harðskafi (2007) - Hypothermie / trad. de l'islandais par Éric Boury.
  1. Paris : Métailié, 2010, 304 p. (Noir)  (ISBN 978-2-86424-723-4).
  2. Cergy : À vue d'œil (16/17, édition gros caractères), 2010, 456 p.  (ISBN 978-2-84666-570-4).
  3. Paris : Audiolib, 2010, publié en livre audio, lu par Jean-Marc Delhausse, 1 disque compact (durée : 9 h 1).
  4. Paris : Points, 2011, 319 p. (Points : policier ; P2632)  (ISBN 978-2-7578-2281-4).
9. Myrká (2008) - La Rivière noire / trad. de l'islandais par Éric Boury. Ce récit ne met pas en scène le commissaire Erlendur, opportunément absent, mais sa collègue l’inspectrice Elinborg
  1. Paris : Métailié, 2011, 300 p.  (ISBN 978-2-86424-758-6).
  2. Cergy : À vue d'œil (16/17, édition gros caractères), 2011, 468 p.  (ISBN 978-2-84666-643-5).
  3. Paris : Audiolib, 2011, publié en livre audio, lu par Jean-Marc Delhausse, 1 disque compact (durée : 9 h 4).
  4. Paris : Points, 2012, 357 p. (Points : policier ; P2828)  (ISBN 978-2-7578-2829-8).
10. Svörtuloft (2009) - La Muraille de lave / trad. de l'islandais par Éric Boury. Ce récit ne met pas en scène le commissaire Erlendur, opportunément absent, mais son collègue Sigurður Óli.
  1. Paris : Métailié, 2012, 350 p.  (ISBN 978-2-86424-872-9).
  2. Paris : Audiolib, 2012, publié en livre audio, lu par Jean-Marc Delhausse, 1 disque compact (durée : 10 h 35).
  3. Cergy : À vue d'œil (16/17, édition gros caractères), 2012, 488 p.  (ISBN 978-2-84666-735-7).
  4. Paris : Points, 2013, 401 p. (Points : policier ; P3028)  (ISBN 978-2-7578-3384-1).
11. Furðustrandir (2010) - Étranges Rivages / trad. de l'islandais par Éric Boury.
  1. Paris : Métailié, 2013, 298 p.  (ISBN 978-2-86424-901-6).
  2. Paris : Audiolib, 2013, publié en livre audio, lu par Jean-Marc Delhausse, 1 disque compact (durée : 9 h 50).
  3. Cergy : À vue d'œil (16/17, édition gros caractères), 2013, 492 p.  (ISBN 978-2-84666-785-2).
  4. Paris : Points, 2014, 354 p. (Points : policier ; P3251)  (ISBN 978-2-7578-4302-4).
12. Einvígið (2011) - Le Duel / trad. de l'islandais par Éric Boury. Ce récit se déroule durant les premières années dans la police du commissaire Erlendur et met en scène son ancien supérieur Marion Briem.
  1. Paris : Métailié, 2014, 320 p.  (ISBN 978-2-86424-945-0).
  2. Paris : Audiolib, 2014, publié en livre audio, lu par Jean-Marc Delhausse, 1 disque compact (durée : 9 h 28)
  3. Cergy : À vue d'œil (16/17, édition gros caractères), 2014, 476 p.  (ISBN 978-2-84666-865-1).
  4. Paris : Points, 2015, 395 p. (Points : policier ; P4093)  (ISBN 978-2-7578-5210-1).
13. Reykjavíkurnætur (2012) - Les Nuits de Reykjavik / trad. de l'islandais par Éric Boury. Ce récit met en scène Erlendur durant ses premières années dans la police.
  1. Paris : Métailié, 2015, 260 p.  (ISBN 979-10-226-0153-5).
  2. Paris : Audiolib, 2015, publié en livre audio, lu par Jean-Marc Delhausse, 1 disque compact (durée : 8 h 17),  (ISBN 9782356419491)).
  3. Cergy : À vue d'œil (16/17, édition gros caractères), 2015, 434 p.  (ISBN 978-2-84666-944-3).
  4. Paris : Points, 2016, 360 p. (Points : policier ; P4224)  (ISBN 978-2-7578-5796-0).
14. Kamp Knox (2014) - Le Lagon noir / trad. de l'islandais par Éric Boury. Ce récit met en scène Erlendur durant ses premières années dans la police.
  1. Paris : Métailié, 2016, 317 p.  (ISBN 979-10-226-0419-2).
  2. Paris : Audiolib, 2016, publié en livre audio, lu par Jean-Marc Delhausse, 1 disque compact (durée : 10 h 5),  (ISBN 9782367622033)).
  3. Cergy : À vue d'œil (16/17, édition gros caractères), 2016, 479 p.  (ISBN 979-10-269-0022-1).
  4. Paris : Points, 2017, 384 p. (Points : policier ; P4578)  (ISBN 978-2-7578-6272-8).

#### Série dans l'ordre chronologique des aventures d'Erlendur Sveinsson
1. Le Duel
2. Les Nuits de Reykjavik
3. Le Lagon noir
4. Les Fils de la poussière
5. Les Roses de la nuit
6. La Cité des Jarres
7. La Femme en vert
8. La Voix
9. L’Homme du lac
10. Hiver arctique
11. Hypothermie
12. La Rivière noire
13. La Muraille de lave
14. Étranges Rivages

### Trilogie des ombres
Note : l'ordre chronologique des intrigues romanesques diffère de l'ordre de publication des romans en Islande, le troisième tome ayant été publié en premier en 2013.
1. Þýska húsið (2015) - Dans l'ombre / trad. de l'islandais par Éric Boury. (action se déroulant en 1941)
  1. Paris : Métailié, 2017, 343 p.  (ISBN 979-10-226-0541-0).
  2. Paris : Audiolib, 2017, publié en livre audio, lu par Philippe Résimont, 1 disque compact (durée : 9h03)  (ISBN 978-2-36762-429-7).
  3. Paris : Points, 2018, 390 p. (Points : policier ; P4730)  (ISBN 978-2-7578-6845-4).
2. Petsamo (2016) - La Femme de l'ombre / trad. de l'islandais par Éric Boury. (action se déroulant en 1943)
  1. Paris : Métailié, 2017, 330 p.  (ISBN 979-10-226-0721-6).
  2. Paris : Audiolib, 2018, publié en livre audio, lu par Philippe Résimont, 1 disque compact (durée : 8h43)  (ISBN 978-2-36762-572-0).
  3. Paris : Points, 2018, 384 p. (Points : policier ; P4882)  (ISBN 978-2-7578-7179-9).
3. Skuggasund (2013) - Passage des ombres / trad. de l'islandais par Éric Boury. (action se déroulant en 1944)
  1. Paris : Métailié, 2018, 300 p.  (ISBN 979-10-226-0775-9).
  2. Paris : Audiolib, 2018, publié en livre audio, lu par Philippe Résimont, 1 disque compact (durée : 8h27)  (ISBN 978-2-36762-759-5).
  3. Paris : Points, 2019, 363 p. (Points : policier ; P5023)  (ISBN 978-2-7578-7501-8).

### SérieKónrað
1. Myrkrið veit (2017) - Ce que savait la nuit, trad. de l'islandais par Éric Boury
  1. Paris : Métailié, 2019, 320 p.  (ISBN 979-10-226-0842-8).
  2. Paris : Audiolib, 2019, publié en livre audio, lu par Martin Spinhayer, 1 disque compact (durée : 7h59)  (ISBN 979-1-03540-109-2).
  3. Paris : Points, 2020, 360 p. (Points : policier ; P5125)  (ISBN 978-2-7578-8105-7).
2. Stúlkan hjá brúnni (2018) - Les Fantômes de Reykjavik, trad. de l'islandais par Éric Boury
  1. Paris : Métailié, 2020, 320 p.  (ISBN 979-10-226-0999-9).
  2. Paris : Audiolib, 2021, publié en livre audio, lu par Martin Spinhayer, 1 disque compact (durée : 9h11)  (ISBN 979-1-03540-454-3).
  3. Paris : Points, 2021, 364 p. (Points : policier ; P5337)  (ISBN 978-2-7578-8170-5).
3. Tregasteinn (2019) - La Pierre du remords, trad. de l'islandais par Éric Boury
  1. Paris : Métailié, 2021, 352 p.  (ISBN 979-10-226-1106-0) (2021).
  2. Paris : Audiolib, 2021, publié en livre audio, lu par Martin Spinhayer, 1 disque compact (durée : 9h04)  (ISBN 979-1-03540-685-1).
  3. Paris : Points, 2022, 384 p. (Points : policier)  (ISBN 978-2-7578-9064-6).
4. Þagnarmúr (2020) - Le Mur des silences, trad. de l'islandais par Éric Boury
  1. Paris : Métailié, 2022, 320 p.  (ISBN 979-10-226-1176-3).
  2. Paris : Audiolib, 2022, publié en livre audio, lu par Martin Spinhayer, 1 disque compact (durée : 9h01)  (ISBN 979-1-03540-957-9).
  3. Paris : Points, 2023, 384 p. (Points : policier)  (ISBN 978-2-7578-9993-9)
5. Kyrrþey, (2022) - Les Parias
  1. Paris : Métailié, 2024, 304 p.  (ISBN 979-10-226-1334-7).
6. Sæluríkið, (2023) - Les Lendemains qui chantent, trad. de l'islandais par Éric Boury
  1. Paris : Métailié, 2025, 336 p.  (ISBN 979-10-226-1418-4).

### Romans indépendants
- Napóleonsskjölin (1999) - Opération « Napoléon », trad. de la version anglaise sur demande de l'auteur.

1. Paris : Métailié, 2015, 340 p.  (ISBN 979-10-226-0154-2).
2. Paris : Points, 2016, (Points : policier ; P4430)  (ISBN 978-2-75786-258-2).
3. Paris : Audiolib, 2017, publié en livre audio, lu par Thierry Janssen, 1 disque compact (durée : 10h08)  (ISBN 978-2-36762-308-5).

- Bettý (2003) - Bettý / trad. de l'islandais par Patrick Guelpa.

1. Paris : Métailié, 2011, 205 p.  (ISBN 978-2-86424-845-3).
2. Paris : Points, 2012, 236 p. (Points : policier ; P2924)  (ISBN 978-2-75783-044-4).

- Konungsbók (2006) - Le Livre du roi, trad. de l'islandais par Patrick Guelpa.

1. Paris : Métailié, 2013, 355 p.  (ISBN 978-2-86424-938-2).
2. Paris : Points, 2014, 425 p. (Points : policier ; P3388)  (ISBN 978-2-7578-4649-0).

- Sigurverkið (2021) - Le Roi et l'Horloger, trad. de l'islandais par Éric Boury.

1. Paris : Métailié, 2023, 304 p.  (ISBN 979-10-226-1241-8)
2. Paris: Points, 2024, 360 p.  (ISBN 979-10-414-1525-0)

### Autres travaux
- Leyndardómar Reykjavíkur 2000 (en) (2000), roman dont chaque chapitre fut rédigé par un auteur différent
- Reykjavik - Rotterdam (2008), scénario du film de Óskar Jónasson, en collaboration avec le metteur en scène

## Récompenses
| Œuvre récompensée   | Prix |
| La Cité des jarres  | - Prix Clé de verre du roman noir scandinave - Prix Mystère de la critique 2006 - Prix Cœur noir                                                            |
| La Femme en vert    | - Prix Clé de verre du roman noir scandinave - Gold Dagger Award 2005 - Crime Writers' Association of Great Britain - Grand prix des lectrices de Elle 2007 |
| La Voix             | - Prix suédois du roman policier 2005 - Grand prix de littérature policière 2007 - Trophée 813 du Meilleur roman étranger 2007                              |
| L'Homme du lac (en) | - Prix du polar européen du Point 2008 - Prix Barry 2009 - Meilleur roman dans la catégorie Thriller 2009                                                   |
| Hypothermie         | - Blóðdropinn, prix national islandais de littérature criminelle, 2008                                                                                      |